# Comitê para a Preparação da Renovação Democrática e Programática
O Comitê para a Preparação do Congresso de Renovação Democrática e Programática do Comitê Central da Liga dos Comunistas da Iugoslávia (LCI) [a] foi eleito a 26 de Maio de 1990, último dia do 14.º Congresso, com o montenegrino Miroslav Ivanović como Presidente.  O comitê foi encarregado de convocar o 15.º Congresso da LCI em 29 de Setembro de 1990 e de renovar a organização.  Também atuou como uma liderança provisória que assumiu alguns dos poderes da Presidência e do Comitê Central, cuja composição não foi reeleita no 14.º Congresso.  Trabalhou na criação de um novo estatuto e programa para a organização reformada.  Um grupo de trabalho do comitê foi criado para propor um novo nome para o LCI. Por fim, chegou ao "Partido Socialista Iugoslavo" (PSI), escreveu um rascunho de programa e criou um símbolo eleitoral para participar das eleições nacionais. Segundo o sérvio Predrag Jereminov, secretário do comité, o partido basearia o seu programa nos seguintes princípios: "Socialismo democrático, federalismo, igualdade nacional, um mercado, um Estado de direito e um estado de bem-estar social".  O projeto de programa proposto afirmava que o PSI tinha origem na LCI, mas que era um partido novo, uma vez que, segundo Jereminov, "a Liga dos Comunistas da Iugoslávia está definitivamente a entrar para a história". 
Apesar do trabalho do comitê, o LCI estava vacilante. Em fevereiro, a Liga dos Comunistas da Eslovênia (LC Eslovênia) deixou oficialmente a LCI, enquanto a Liga dos Comunistas da Croácia (LC Croácia) se recusou a apoiar o trabalho para dar continuidade à LCI e a Liga dos Comunistas da Macedônia (LC Macedônia) adotou uma posição semelhante após o abandono do partido pela Eslovênia e pela Croácia. Em seu 12.º Congresso Extraordinário, de 16 a 17 de julho, a Liga dos Comunistas da Sérvia (LC Sérvia) declarou que a LCI "não existe mais" e parou de apoiar o trabalho do comitê. Em agosto, o comitê informou ao público que o congresso proposto não poderia ser organizado, pois nenhum representante das CLs da Croácia, Montenegro, Sérvia e Eslovênia estava disposto a participar de suas atividades. Para continuar a financiar o seu trabalho, o comité começou a arrendar oito andares da Torre Ušće nesse mesmo mês.  Isto foi seguido pela dissolução da organização do partido no Exército Popular Iugoslavo e pela criação da Liga dos Comunistas – Movimento pela Iugoslávia (LC–MY) em 19 de Novembro de 1990.  Mais tarde, em 22 de Janeiro de 1991, o comité dissolveu-se — o último órgão federal da LCI — e transferiu todos os seus fundos e propriedades para a LC–MY.  A Liga dos Comunistas da Bósnia e Herzegovina foi a última organização republicana que rompeu com a LCI, tendo-o feito oficialmente apenas em 24 de Fevereiro de 1991. 

## Convocações
| Reunião   | Data                  | Duração | Tipo      | Ref.  |
| --------- | --------------------- | ------- | --------- | ----- |
| 1ª Sessão | 27 de maio de 1990    | 1 dia   | Ordinário | [ 3 ] |
| 2ª Sessão | 31 de maio de 1990    | 1 dia   | Ordinário | [ 3 ] |
| ? Sessão  | 22 de janeiro de 1991 | 1 dia   | Ordinário | [ 9 ] |

## Composição
| Nome              | Nascimento | Morte | Filiação | Ramo                       | Nacionalidade | Ref.   |
| ----------------- | ---------- | ----- | -------- | -------------------------- | ------------- | ------ |
| Ivan Brigić       | 1936       | 2015  | 1957     | Bósnia e Herzegovina       | Croata        | [ 11 ] |
| Momir Bulatović   | 1956       | 2019  | ?        | Montenegro                 | Montenegrino  | [ 11 ] |
| Simeon Bunčić     | 1928       | ?     | 1943     | Exército Popular Iugoslavo | Sérvio        | [ 12 ] |
| Nijaz Duraković   | 1949       | 2012  | 1967     | Bósnia e Herzegovina       | Bosníaco      | [ 13 ] |
| Božidar Grubišić  | 1932       | 2021  | 1951     | Exército Popular Iugoslavo | Croata        | [ 14 ] |
| Miroslav Ivanović | 1955       | ?     | ?        | Montenegro                 | Montenegrino  | [ 15 ] |
| Predrag Jereminov | 1954       | ?     | ?        | Voivodina                  | Sérvio        |        |
| Rahman Morina     | 1943       | 1990  | 1969     | Kosovo                     | Albanês       | [ 16 ] |
| Nedeljko Šipovac  | 1942       | 2010  | 1960     | Voivodina                  | Sérvio        | [ 17 ] |
| Petar Skundrić    | 1947       |       | 1965     | Sérvia                     | Sérvio        | [ 18 ] |
| Radoš Smiljković  | 1934       |       | 1950     | Sérvia                     | Sérvio        | [ 16 ] |
| Dževad Tašić      | ?          | ?     | ?        | Bósnia e Herzegovina       | Bosníaco      |        |
| Bogdan Trifunović | 1933       | 2007  | 1950     | Sérvia                     | Sérvio        | [ 19 ] |
| Miodrag Vuković   | 1955       | 2022  | 1972     | Montenegro                 | Montenegrino  | [ 20 ] |
| Jagoš Zelenović   | 1944       | ?     | ?        | Kosovo                     | Sérvio        |        |